# Басілеті
Басілеті (груз. ბასილეთი) — село в Грузії.
За даними перепису населення 2014 року в селі проживає 324 особи.